# La Tribuna (Honduras)

Antiguo logo.

La Tribuna es un periódico de Honduras, escrito y  publicado en su capital, Tegucigalpa; siendo el primer periódico con sede en esta ciudad. Fue fundado el 9 de diciembre de 1976 por el juez, escritor y periodista Óscar Armando Flores Midence, quien además fue su primer director. En las décadas de 1970 y 1980, empezó con gran empuje siendo el periódico de mayor influencia en la opinión pública hondureña, teniendo como lema «Una voluntad al servicio de la Patria», desde su primer día de rotación. El 10 de febrero de 1997 lanzó su versión en línea; y en 2007 comenzó a publicar una versión quincenal dirigida a los emigrantes hondureños en Estados Unidos, llamada La Tribuna USA.
La Tribuna aboga por la defensa de la democracia representativa y el desarrollo comercial con una mínima intervención del Estado. Entre sus publicaciones se hallan las revistas semanales Día 7 y Domingo, que presentan curiosos reportajes; Vívela, BLA, BLA, BLA y EXTRA, dirigidas a la juventud; Nuestra Teguz, Martes de Sociedad y las revistas CHEQUE , CHEQUE IN Y CHEQUE CHIC, que hablan sobre la vida social nacional; la revista Vivienda y construcción, sobre ingeniería y arquitectura; y el complemento Onda Deportiva.